# Dicranota spiralis
Dicranota spiralis är en tvåvingeart som beskrevs av Evgenyi Nikolayevich Savchenko 1980. Dicranota spiralis ingår i släktet Dicranota och familjen hårögonharkrankar. Inga underarter finns listade i Catalogue of Life.